# Medusandra
Medusandra, rod drveća iz tropske Afrike opisan 1952. i smješten u vlastitu monogenetsku porodicu Medusandraceae Brenan nepoznatog položaja. Molekularna filogenetska istraživanja 2009. pokazala su da je u srodstvu s rodovima Soyauxia i Peridiscusa s kojima je smještena u porodicu Peridiscaceae.

Dvije priznate vrste ograničene su na Kamerun.

## Vrste
1. Medusandra mpomiana Letouzey & Satabié
2. Medusandra richardsiana Brenan